# Discografia de The Weeknd
A discografia de The Weeknd, cantor e compositor canadense, consiste em seis álbuns de estúdio, três mixtapes, três coletâneas musicais, três extended play (EP), um álbum ao vivo e 68 singles (incluindo 19 como artista convidado, além de outros sete singles promocionais). De acordo com a Recording Industry Association of America (RIAA), The Weeknd acumulou 12,5 milhões de unidades de álbuns certificados e 83 milhões de unidades de single digital certificadas nos Estados Unidos, com base em vendas e streaming sob demanda em fevereiro de 2021. Inicialmente ele lançou três mixtapes em 2011, House of Balloons, Thursday e Echoes of Silence e, no ano seguinte, após assinar um contrato de empreendimento conjunto de sua própria gravadora, a XO, com a Republic Records, subsidiária da Universal Music Group, relançou as mixtapes na coletânea Trilogy, que é composta por três discos, cada um contendo um dos projetos lançados, acrescidos de faixas bônus — uma para cada projeto. A compilação atingiu a quarta posição na Billboard 200 e a quinta na Canadian Albums Chart e foi certificada como platina dupla pela Music Canada (MC), tripla pela Recording Industry Association of America (RIAA) e ouro pela IFPI Dinamarca e British Phonographic Industry (BPI). Dela foram lançados os singles "Wicked Games", "Twenty Eight" e "The Zone". Dos três singles, o primeiro obteve maior destaque, rendendo ao cantor sua primeira entrada na Billboard Hot 100, culminando na 57.ª colocação, e sendo certificado como platina dupla pela MC, IFPI Dinamarca e IFPI Noruega e platina tripla pela RIAA. Em 2013, foi lançado seu álbum de estreia, Kiss Land, que atingiu a vice-liderança nas tabelas de álbuns de seu país natal e dos Estados Unidos e foi certificado como ouro nos dois primeiros, além de prata no Reino Unido. Dele foram lançadas seis faixas de trabalho, a faixa-título, "Belong to the World", "Love in the Sky", "Pretty" e "Wanderlust". Porém, nenhuma delas obteve grandes posições nas tabelas musicais, embora a última tenha mais tarde obtido um certificado de ouro pela MC.
Em 2014, The Weeknd conquistou sua primeira canção a entrar nas dez primeiras da Billboard Hot 100 com "Love Me Harder", parceria com Ariana Grande, que atingiu a sétima posição na tabela e recebeu uma certificação de platina tripla nos Estados Unidos. No mesmo ano, foi lançada "Earned It", para a trilha sonora do filme Fifty Shades of Grey, seu primeiro grande sucesso como intérprete principal a nível internacional, obtendo os dez primeiros postos em vários países e o terceiro nos Estados Unidos (foi o primeiro tema com vocais de The Weeknd a entrar no top 5 da Billboard Hot 100), país onde foi certificado com seis discos de platina. Seu segundo álbum de estúdio, Beauty Behind the Madness, foi lançado em agosto de 2015 com grande sucesso comercial, liderando as paradas da Austrália, Canadá, Estados Unidos, Suécia e Reino Unido e rendendo os singles "Often", "The Hills", "Can't Feel My Face", "In the Night" e "Acquainted". Todos elas foram certificados com pelo menos uma platina pela RIAA. "Can't Feel My Face" e "The Hills", em especial, foram suas primeira e segunda canções a liderar a Billboard Hot 100, respectivamente, e fizeram dele apenas um dos doze artistas a se autossuceder na primeira posição no gráfico, além de terem sido respectivamente certificadas pela RIAA com sete platinas e diamante. O terceiro álbum de estúdio do canadense, Starboy, foi lançado em novembro de 2016 e também foi bem-sucedido comercialmente, liderando as tabelas da Austrália, Canadá, Dinamarca, Estados Unidos e Suécia. Os dois primeiros singles, "Starboy" e "I Feel It Coming", ambas parcerias com a dupla francesa de música eletrônica Daft Punk, obtiveram grande recepção comercial: lideraram as paradas francesas, sendo elas foram certificadas como diamante pela Syndicat National de l'Édition Phonographique (SNEP), e listaram-se nas dez primeiras em vários territórios, enquanto a primeira ainda atingiu o topo da Billboard Hot 100. Outros singles lançados do produto foram "Party Monster", "Reminder", "Rockin'" e "Die for You"; os dois primeiros entraram no top 40 da Billboard Hot 100 e foram certificados como platina dupla nos Estados Unidos, enquanto o último obteve uma platina. Além destas, todas as outras faixas do disco entraram na tabela estadunidense em sua semana de estreia, assim como nas de outros territórios. Em fevereiro de 2018, o cantor lançou "Pray for Me", com o rapper Kendrick Lamar, para a trilha sonora do filme Black Panther; a parceria alcançou as dez primeiras posições na Austrália, Canadá, Dinamarca, Estados Unidos, Noruega e Suécia e o top 20 em outros diversos, rendendo uma certificação de platina tripla pela MC, platina dupla pela RIAA, platina pela Australian Recording Industry Association (ARIA), ouro pela IFPI Dinamarca e Recorded Music NZ (RMNZ) e prata pela BPI.
Em março de 2018, foi lançado seu primeiro EP, My Dear Melancholy,, com seis faixas. O trabalho estreou no topo das tabelas do Canadá, Dinamarca — sendo certificado ouro em ambos —, Estados Unidos, Noruega e Suécia e no top 10 de países como Alemanha, Austrália, França, Nova Zelândia e Reino Unido, onde recebeu um certificado de prata da BPI; seu primeiro single, "Call Out My Name", estreou no topo da parada canadense e entre as dez melhores posições em territórios como Alemanha, Dinamarca, Nova Zelândia, Reino Unido e Suécia, sendo certificado como platina dupla na Austrália e nos Estados Unidos, platina no Canadá, ouro na Nova Zelândia e prata no Reino Unido, e rendendo ao cantor sua melhor estreia na Billboard Hot 100 até então, debutando na quarta colocação. Similarmente a Starboy, todas as seis canções registraram entrada nesta parada e em outros gráficos pelo mundo, com "Try Me" e "Wasted Times" debutando nas dez primeiras colocações no Canadá. Em 2019, lançou "Lost in the Fire", para o álbum Hyperion, do francês Gesaffelstein, faixa que foi certificada platina no Canadá, prata no Reino Unido e ouro na Austrália e Estados Unidos, e a colaboração com SZA e Travis Scott, "Power Is Power", para a trilha sonora da oitava e última temporada da série Game of Thrones. No final do ano, "Heartless" e "Blinding Lights" foram distribuídas como os singles iniciais de seu quarto álbum de estúdio, After Hours. A primeira tornou-se sua quarta liderança na Billboard Hot 100, enquanto a segunda obteve maior destaque a nível internacional, liderando tabelas de países como Alemanha, Austrália e Reino Unido — sua primeira a atingir tal feito — e entrando nas cinco primeiras colocações em diversos países, convertendo-se ainda no seu décimo tema a entrar nas dez primeiras posições da Hot 100. "Blinding Lights" pode ser considerada a canção mais popular da carreira do cantor.
Além de seus trabalhos próprios, The Weeknd também contribuiu para a trilha sonora dos filmes Fifty Shades of Grey e The Hunger Games: Catching Fire, além de ter participado em canções de artistas como Drake, Beyoncé, Lana Del Rey, Wiz Khalifa, Future e Gucci Mane. De acordo com a RIAA, The Weeknd é o décimo sexto artista que mais vendeu singles digitalmente nos Estados Unidos, totalizando cerca de 53 milhões de unidades certificadas naquele país.

## Álbuns

### Álbuns de estúdio
| Detalhes do álbum | Melhores posições nas tabelas | Melhores posições nas tabelas | Melhores posições nas tabelas | Melhores posições nas tabelas | Melhores posições nas tabelas | Melhores posições nas tabelas | Melhores posições nas tabelas | Melhores posições nas tabelas | Melhores posições nas tabelas | Melhores posições nas tabelas | Melhores posições nas tabelas | Vendas                | Certificações |
| Detalhes do álbum | CAN                           | ALE                           | AUS                           | DIN                           | EUA                           | EUA R&B/ Hip- Hop             | FRA                           | NZ                            | PB                            | RU                            | SUE                           | Vendas                | Certificações |
| --- | ----------------------------- | ----------------------------- | ----------------------------- | ----------------------------- | ----------------------------- | ----------------------------- | ----------------------------- | ----------------------------- | ----------------------------- | ----------------------------- | ----------------------------- | --------------------- | --- |
| Kiss Land - Lançamento: 10 de setembro de 2013 - Gravadora: XO, Republic - Formatos: CD, download digital, vinil                                        | 2                             | 93                            | 30                            | 6                             | 2                             | 1                             | 93                            | —                             | 52                            | 12                            | 60                            | - 273 000             | - MC: Ouro - RIAA: Ouro - BPI: Prata                                                                                           |
| Beauty Behind the Madness - Lançamento: 28 de agosto de 2015 - Gravadora: XO, Republic - Formatos: CD, download digital, fita cassete, streaming, vinil | 1                             | 7                             | 1                             | 2                             | 1                             | 1                             | 6                             | 2                             | 2                             | 1                             | 1                             | - 130 000 - 4 000 000 | - ARIA: Platina - MC: 5× Platina - IFPI: 2× Platina - RIAA: 4× Platina - IFPI: Ouro - BPI: Platina - GLF: Platina              |
| Starboy - Lançamento: 25 de novembro de 2016 - Gravadora: XO, Republic - Formatos: CD, download digital, streaming, vinil                               | 1                             | 10                            | 1                             | 1                             | 1                             | 1                             | 10                            | 5                             | 3                             | 5                             | 1                             | - 221 000             | - ARIA: Ouro - MC: 5× Platina - IFPI: 3× Platina - RIAA: 3× Platina - 3× Platina - IFPI: Platina - BPI: Platina - GLF: Platina |
| After Hours - Lançamento: 20 de março de 2020 - Gravadora: XO, Republic - Formatos: CD, download digital, fita cassete, streaming, vinil                | 1                             | 5                             | 1                             | 1                             | 1                             | 1                             | 2                             | 1                             | 1                             | 1                             | 1                             |                       | - ARIA: Ouro - MC: Platina - RIAA: 2× Platina - AMPROFON: Ouro - IFPI: 2× Platina - BPI: Ouro                                  |
| Dawn FM - Lançamento: 7 de janeiro de 2022 - Gravadora: XO, Republic - Formatos: CD, download digital, cassete, streaming, LP                           | 1                             | 5                             | 1                             | 2                             | 2                             | 1                             | 3                             | 1                             | 1                             | 1                             | 1                             |                       | - ARIA: Ouro - MC: Platina - BPI: Ouro - RIAA: Platina - IFPI: Platina                                                         |
| |                               |                               |                               |                               |                               |                               |                               |                               |                               |                               |                               |                       | |
| Hurry Up Tomorrow Lançamento: 2024 Gravadora: IamTheWeeknd Formatos: CD, download digital, cassete, streaming & LP                                      |                               |                               |                               |                               |                               |                               |                               |                               |                               |                               |                               |                       | |

### Álbuns de compilação
| Detalhes do álbum | Melhores posições nas tabelas | Melhores posições nas tabelas | Melhores posições nas tabelas | Melhores posições nas tabelas | Melhores posições nas tabelas | Melhores posições nas tabelas | Melhores posições nas tabelas | Melhores posições nas tabelas | Melhores posições nas tabelas | Vendas      | Certificações                                                | Observações |
| Detalhes do álbum | CAN                           | ALE                           | AUS                           | DIN                           | EUA                           | EUA R&B/ Hip- Hop             | FRA                           | PB                            | RU                            | Vendas      | Certificações                                                | Observações |
| --- | ----------------------------- | ----------------------------- | ----------------------------- | ----------------------------- | ----------------------------- | ----------------------------- | ----------------------------- | ----------------------------- | ----------------------------- | ----------- | ------------------------------------------------------------ | --- |
| Trilogy - Lançamento: 9 de novembro de 2012 - Gravadora: XO, Republic - Formato: CD, download digital, vinil             | 5                             | 90                            | 93                            | 22                            | 4                             | 1                             | 128                           | 48                            | 37                            | - : 600 000 | - MC: 2× Platina - IFPI: Ouro - RIAA: 3× Platina - BPI: Ouro | - Coletânea de três discos que reúne as três mixtapes lançadas pelo cantor em 2011, House of Balloons, Thursday e Echoes of Silence, em formato remasterizado e acrescidas de faixas bônus. |
| The Weeknd in Japan - Lançamento: 21 de novembro de 2018 - Gravadora: Universal Music Japan - Formato: CD                | —                             | —                             | —                             | —                             | —                             | —                             | —                             | —                             | —                             |             |                                                              | - Coletânea que reúne 14 faixas da discografia do cantor, distribuída exclusivamente no Japão para promover seu primeiro show no país.                                                      |
| The Highlights - Lançamento: 5 de fevereiro de 2021 - Gravadora: XO, Republic - Formato: CD, download digital, streaming | 1                             | 13                            | 3                             | 27                            | 2                             | 1                             | 29                            | 66                            | 2                             |             | - SNEP: Ouro - RMNZ: Platina - BPI: Ouro                     | - Coletânea lançada às vésperas da apresentação do cantor no show do intervalo do Super Bowl LV.                                                                                            |
| "—" denota um lançamento que não entrou nas tabelas ou não foi lançado no território.                                    |                               |                               |                               |                               |                               |                               |                               |                               |                               |             |                                                              | |

### Mixtapes
| Detalhes do álbum | Melhores posições nas tabelas | Observações |
| Detalhes do álbum | EUA R&B/ Hip-Hop              | Observações |
| --- | ----------------------------- | --- |
| House of Balloons - Lançamento: 21 de março de 2011 - Gravadora: XO - Formato: Download digital, CD, vinil                  | 37                            | - Inicialmente disponibilizadas como download digital gratuito na página do cantor na Internet em 2011 e lançadas comercialmente mais tarde em CD, download digital, fita cassete e vinil. |
| Thursday - Lançamento: 18 de agosto de 2011 - Gravadora: XO - Formato: Download digital, CD, fita cassete, vinil            | —                             | - Inicialmente disponibilizadas como download digital gratuito na página do cantor na Internet em 2011 e lançadas comercialmente mais tarde em CD, download digital, fita cassete e vinil. |
| Echoes of Silence - Lançamento: 21 de dezembro de 2011 - Gravadora: XO - Formato: Download digital, CD, fita cassete, vinil | —                             | - Inicialmente disponibilizadas como download digital gratuito na página do cantor na Internet em 2011 e lançadas comercialmente mais tarde em CD, download digital, fita cassete e vinil. |

## Extended plays
| Título                                                                                | Detalhes do álbum                                                                                       | Melhores posições nas tabelas | Melhores posições nas tabelas | Melhores posições nas tabelas | Melhores posições nas tabelas | Melhores posições nas tabelas | Melhores posições nas tabelas | Melhores posições nas tabelas | Melhores posições nas tabelas | Melhores posições nas tabelas | Melhores posições nas tabelas | Vendas             | Certificações                        |
| Título                                                                                | Detalhes do álbum                                                                                       | CAN                           | ALE                           | AUS                           | DIN                           | EUA                           | FRA                           | NZ                            | PB                            | RU                            | SUE                           | Vendas             | Certificações                        |
| ------------------------------------------------------------------------------------- | --- | ----------------------------- | ----------------------------- | ----------------------------- | ----------------------------- | ----------------------------- | ----------------------------- | ----------------------------- | ----------------------------- | ----------------------------- | ----------------------------- | ------------------ | ------------------------------------ |
| My Dear Melancholy,                                                                   | - Lançamento: 30 de março de 2018 - Gravadora: XO, Republic - Formatos: CD, download digital, streaming | 1                             | 7                             | 3                             | 1                             | 1                             | 4                             | 2                             | 3                             | 3                             | 1                             | - 19 000 - 117 000 | - MC: Ouro - IFPI: Ouro - BPI: Prata |
| "—" denota um lançamento que não entrou nas tabelas ou não foi lançado no território. | |                               |                               |                               |                               |                               |                               |                               |                               |                               |                               |                    |                                      |

## Singles

### Como artista principal
| Ano                                                                                  | Canção                                                  | Melhores posições nas tabelas | Melhores posições nas tabelas | Melhores posições nas tabelas | Melhores posições nas tabelas | Melhores posições nas tabelas | Melhores posições nas tabelas | Melhores posições nas tabelas | Melhores posições nas tabelas | Melhores posições nas tabelas | Melhores posições nas tabelas | Melhores posições nas tabelas | Certificações | Álbum                                                            |
| Ano                                                                                  | Canção                                                  | CAN                           | ALE                           | AUS                           | DIN                           | EUA                           | EUA R&B/ Hip- Hop             | FRA                           | NZ                            | PB                            | RU                            | SUE                           | Certificações | Álbum                                                            |
| ------------------------------------------------------------------------------------ | ------------------------------------------------------- | ----------------------------- | ----------------------------- | ----------------------------- | ----------------------------- | ----------------------------- | ----------------------------- | ----------------------------- | ----------------------------- | ----------------------------- | ----------------------------- | ----------------------------- | --- | ---------------------------------------------------------------- |
| 2012                                                                                 | "Wicked Games"                                          | 43                            | —                             | —                             | —                             | 53                            | 13                            | —                             | —                             | —                             | 152                           | —                             | - MC: 2× Platina - IFPI: Ouro - RIAA: 2× Platina - IFPI: Ouro - BPI: Prata | Trilogy                                                          |
| 2012                                                                                 | "Twenty Eight"                                          | —                             | —                             | —                             | —                             | —                             | —                             | —                             | —                             | —                             | 150                           | —                             | | Trilogy                                                          |
| 2012                                                                                 | "The Zone" (com a participação de Drake)                | —                             | —                             | —                             | —                             | —                             | —                             | —                             | —                             | —                             | —                             | —                             | | Trilogy                                                          |
| 2013                                                                                 | "Kiss Land"                                             | —                             | —                             | —                             | —                             | —                             | —                             | —                             | —                             | —                             | —                             | —                             | | Kiss Land                                                        |
| 2013                                                                                 | "Belong to the World"                                   | —                             | —                             | —                             | —                             | —                             | —                             | —                             | —                             | —                             | —                             | —                             | | Kiss Land                                                        |
| 2013                                                                                 | "Love in the Sky"                                       | —                             | —                             | —                             | —                             | —                             | —                             | —                             | —                             | —                             | —                             | —                             | | Kiss Land                                                        |
| 2013                                                                                 | "Live For" (com a participação de Drake)                | —                             | —                             | —                             | —                             | —                             | 43                            | —                             | —                             | —                             | 111                           | —                             | | Kiss Land                                                        |
| 2013                                                                                 | "Pretty"                                                | —                             | —                             | —                             | —                             | —                             | —                             | —                             | —                             | —                             | —                             | —                             | | Kiss Land                                                        |
| 2014                                                                                 | "Wanderlust"                                            | 45                            | —                             | —                             | —                             | —                             | —                             | —                             | —                             | —                             | —                             | —                             | - MC: Ouro | Kiss Land                                                        |
| 2014                                                                                 | "Often"                                                 | 69                            | —                             | —                             | —                             | 59                            | 15                            | —                             | —                             | 65                            | 65                            | 55                            | - MC: 3× Platina - IFPI: Platina - RIAA: 4× Platina - IFPI: 2× Platina - BPI: Ouro - GLF: Platina | Beauty Behind the Madness                                        |
| 2014                                                                                 | "Love Me Harder" (com Ariana Grande)                    | 10                            | 35                            | 19                            | 18                            | 7                             | —                             | 27                            | 28                            | 12                            | 48                            | 26                            | - ARIA: 2× Platina - MC: 2× Platina - IFPI: Platina - RIAA: 3× Platina - IFPI: Platina - BPI: Ouro - GLF: 3× Platina                                                                                        | My Everything                                                    |
| 2014                                                                                 | "Earned It"                                             | 8                             | 17                            | 13                            | 22                            | 3                             | 1                             | 2                             | 7                             | 8                             | 4                             | 7                             | - ARIA: Platina - MC: 5× Platina - IFPI: 2× Platina - RIAA: 6× Platina - SNEP: Ouro - RMNZ: Platina - BPI: Platina - GLF: 3× Platina                                                                        | Fifty Shades of Grey: Original Motion Picture Soundtrack         |
| 2015                                                                                 | "The Hills"                                             | 1                             | 10                            | 3                             | 11                            | 1                             | 1                             | 11                            | 2                             | 29                            | 3                             | 12                            | - BVMI: Platina - ARIA: 3× Platina - MC: 8× Platina - RIAA: Diamante - IFPI: Platina - RMNZ: 2× Platina - BPI: 2× Platina - GLF: 3× Platina                                                                 | Beauty Behind the Madness                                        |
| 2015                                                                                 | "Can't Feel My Face"                                    | 1                             | 14                            | 2                             | 1                             | 1                             | 1                             | 5                             | 1                             | 3                             | 3                             | 6                             | - BVMI: Platina - ARIA: 4× Platina - MC: 8× Platina - IFPI: 2× Platina - RIAA: 7× Platina - SNEP: Ouro - RMNZ: 3× Platina - BPI: 2× Platina - GLF: 6× Platina                                               | Beauty Behind the Madness                                        |
| 2015                                                                                 | "In the Night"                                          | 12                            | 72                            | 13                            | 26                            | 12                            | 3                             | 124                           | 22                            | 22                            | 48                            | 40                            | - ARIA: Platina - MC: 2× Platina - IFPI: Ouro - RIAA: 2× Platina - RMNZ: Ouro - BPI: Prata - GLF: Platina                                                                                                   | Beauty Behind the Madness                                        |
| 2015                                                                                 | "Acquainted"                                            | 73                            | —                             | 96                            | —                             | 60                            | 21                            | —                             | —                             | —                             | 90                            | —                             | - MC: Platina - RIAA: 2× Platina | Beauty Behind the Madness                                        |
| 2016                                                                                 | "Starboy" (com participação de Daft Punk)               | 1                             | 3                             | 2                             | 1                             | 1                             | 1                             | 1                             | 1                             | 1                             | 2                             | 1                             | - BVMI: 3× Ouro - ARIA: 4× Platina - MC: Diamante - IFPI: 2× Platina - RIAA: 8× Platina - SNEP: Diamante - RMNZ: 2× Platina - BPI: 2× Platina - GLF: 4× Platina                                             | Starboy                                                          |
| 2016                                                                                 | "I Feel It Coming" (com participação de Daft Punk)      | 10                            | 29                            | 7                             | 6                             | 4                             | 2                             | 1                             | 7                             | 4                             | 9                             | 5                             | - BVMI: Ouro - ARIA: 3× Platina - MC: 5× Platina - IFPI: 2× Platina - RIAA: 3× Platina - SNEP: Diamante - RMNZ: Platina - BPI: Platina - GLF: 3× Platina                                                    | Starboy                                                          |
| 2016                                                                                 | "Party Monster"                                         | 8                             | 34                            | 33                            | 16                            | 16                            | 8                             | 88                            | 27                            | 27                            | 17                            | 21                            | - ARIA: Ouro - MC: 3× Platina - IFPI: Ouro - RIAA: 2× Platina - IFPI: Ouro - BPI: Prata | Starboy                                                          |
| 2017                                                                                 | "Reminder"                                              | 16                            | 93                            | —                             | —                             | 31                            | 7                             | 73                            | —                             | 60                            | 39                            | 76                            | - MC: 3× Platina - IFPI: Ouro - RIAA: 2× Platina - BPI: Prata | Starboy                                                          |
| 2017                                                                                 | "Rockin'"                                               | 25                            | 60                            | —                             | —                             | 44                            | 20                            | 176                           | —                             | 25                            | 26                            | 12                            | - MC: Platina - FIMI: Ouro | Starboy                                                          |
| 2017                                                                                 | "Die for You"                                           | 35                            | —                             | —                             | —                             | 6                             | 19                            | 137                           | —                             | 96                            | 74                            | —                             | - MC: 2× Platina - RIAA: Platina | Starboy                                                          |
| 2017                                                                                 | "Secrets"                                               | 27                            | —                             | —                             | —                             | 47                            | —                             | 114                           | —                             | 55                            | 47                            | 77                            | - MC: Platina - RIAA: Platina | Starboy                                                          |
| 2018                                                                                 | "Pray for Me" (com Kendrick Lamar)                      | 6                             | 24                            | 9                             | 6                             | 7                             | 4                             | 19                            | 12                            | 22                            | 11                            | 4                             | - ARIA: Platina - MC: 3× Platina - IFPI: Ouro - RIAA: 2× Platina - SNEP: Ouro - RMNZ: Ouro - BPI: Ouro - GLF: Platina                                                                                       | Black Panther: The Album                                         |
| 2018                                                                                 | "Call Out My Name"                                      | 1                             | 7                             | 3                             | 3                             | 4                             | 3                             | 18                            | 10                            | 14                            | 7                             | 6                             | - ARIA: 2× Platina - MC: 2× Platina - RIAA: 2× Platina - SNEP: Ouro - RMNZ: Ouro - BPI: Prata - GLF: Ouro                                                                                                   | My Dear Melancholy,                                              |
| 2019                                                                                 | "Lost in the Fire" (com Gesaffelstein)                  | 14                            | 49                            | 24                            | 17                            | 27                            | —                             | 78                            | —                             | 60                            | 9                             | 9                             | - MC: Platina - RIAA: Ouro | Hyperion                                                         |
| 2019                                                                                 | "Power Is Power" (com SZA e Travis Scott)               | 50                            | —                             | 30                            | —                             | 90                            | —                             | —                             | —                             | —                             | 45                            | 41                            | | For the Throne: Music Inspired by the HBO Series Game of Thrones |
| 2019                                                                                 | "Heartless"                                             | 3                             | 36                            | 10                            | —                             | 1                             | 1                             | 123                           | 13                            | 30                            | 10                            | 27                            | - ARIA: Platina - MC: 3× Platina - RIAA: Platina - IFPI: Ouro - BPI: Prata | After Hours                                                      |
| 2019                                                                                 | "Blinding Lights"                                       | 1                             | 1                             | 1                             | 1                             | 1                             | 1                             | 1                             | 1                             | 1                             | 1                             | 1                             | - BVMI: Diamante - ARIA: 9× Platina - MC: Diamante - IFPI: 3× Platina - RIAA: 7× Platina - FIMI: 3× Platina - AMPROFON: 3× Platina - SNEP: Diamante - IFPI: 5× Platina - RMNZ: 4× Platina - BPI: 4× Platina | After Hours                                                      |
| 2020                                                                                 | "In Your Eyes"                                          | 13                            | —                             | 13                            | 5                             | 16                            | —                             | —                             | 24                            | —                             | —                             | 7                             | - ARIA: Platina - MC: 2× Platina - RIAA: Platina - FIMI: Platina - IFPI: Platina - BPI: Prata | After Hours                                                      |
| 2020                                                                                 | "Smile" (com Juice Wrld)                                | 7                             | 57                            | 8                             | 24                            | 8                             | —                             | 152                           | 12                            | 47                            | 23                            | 17                            | - BPI: Prata | Legends Never Die                                                |
| 2020                                                                                 | "Save Your Tears" (solo ou com Ariana Grande)           | 1                             | 7                             | 4                             | 1                             | 1                             | —                             | 6                             | 11                            | 16                            | 11                            | 3                             | - ARIA: Platina - MC: 3× Platina - RIAA: 3× Platina - FIMI: 3× Platina - IFPI: 2× Platina - BPI: Platina | After Hours                                                      |
| 2020                                                                                 | "Over Now" (com Calvin Harris)                          | 22                            | 92                            | 17                            | 31                            | 38                            | —                             | 124                           | 38                            | 83                            | 33                            | 15                            | | Não incluso em álbum                                             |
| 2020                                                                                 | "Hawái" (com Maluma)                                    | 21                            | 62                            | —                             | —                             | 12                            | —                             | —                             | —                             | 20                            | —                             | 28                            | | Não incluso em álbum                                             |
| 2021                                                                                 | "You Right" (com Doja Cat)                              | 23                            | 54                            | 11                            | —                             | 11                            | 2                             | 120                           | 6                             | 59                            | 9                             | 53                            | | Planet Her                                                       |
| 2021                                                                                 | "Better Believe" (com Belly e Young Thug)               | 23                            | —                             | —                             | —                             | 88                            | 31                            | —                             | —                             | —                             | —                             | —                             | | See You Next Wednesday                                           |
| 2021                                                                                 | "Take My Breath"                                        | 3                             | 18                            | 9                             | 7                             | 6                             | —                             | 27                            | 12                            | 17                            | 13                            | 8                             | | Dawn FM                                                          |
| 2021                                                                                 | "Die for It" (com Belly e partipação de Nas)            | 65                            | —                             | —                             | —                             | —                             | —                             | —                             | —                             | —                             | —                             | —                             | | See You Next Wednesday                                           |
| 2021                                                                                 | "Hurricane" (com Kanye West e participação de Lil Baby) | 4                             | 37                            | 4                             | 5                             | 6                             | 1                             | 41                            | 3                             | 28                            | 7                             | 8                             | - RIAA: Ouro | Donda                                                            |
| 2021                                                                                 | "Moth to a Flame" (com Swedish House Mafia)             | —                             | —                             | —                             | —                             | —                             | —                             | —                             | —                             | —                             | —                             | —                             | | Paradise Again                                                   |
| "—" denota canções que não entraram nas tabelas ou não foram lançadas no território. |                                                         |                               |                               |                               |                               |                               |                               |                               |                               |                               |                               |                               | |                                                                  |

### Como artista convidado
| Ano                                                                                  | Canção                                                                                    | Melhores posições nas tabelas | Melhores posições nas tabelas | Melhores posições nas tabelas | Melhores posições nas tabelas | Melhores posições nas tabelas | Melhores posições nas tabelas | Melhores posições nas tabelas | Melhores posições nas tabelas | Melhores posições nas tabelas | Melhores posições nas tabelas | Certificações                                                                                        | Álbum                                                                |
| Ano                                                                                  | Canção                                                                                    | CAN                           | AUS                           | BEL (FL)                      | DIN                           | EUA                           | EUA R&B/ H/H                  | NZ                            | PB                            | RU                            | GB R&B                        | Certificações                                                                                        | Álbum                                                                |
| ------------------------------------------------------------------------------------ | ----------------------------------------------------------------------------------------- | ----------------------------- | ----------------------------- | ----------------------------- | ----------------------------- | ----------------------------- | ----------------------------- | ----------------------------- | ----------------------------- | ----------------------------- | ----------------------------- | --- | -------------------------------------------------------------------- |
| 2012                                                                                 | "Crew Love" (Drake com participação de The Weeknd)                                        | 80                            | —                             | —                             | —                             | 80                            | 9                             | —                             | —                             | 37                            | 7                             | - BPI: Prata                                                                                         | Take Care                                                            |
| 2012                                                                                 | "Remember You" (Wiz Khalifa com participação de The Weeknd)                               | —                             | —                             | —                             | —                             | 63                            | 15                            | —                             | —                             | 186                           | 31                            | - RIAA: Platina                                                                                      | O.N.I.F.C.                                                           |
| 2013                                                                                 | "One of Those Nights" (Juicy J com participação de The Weeknd)                            | —                             | —                             | —                             | —                             | —                             | —                             | —                             | —                             | —                             | —                             | | Stay Trippy                                                          |
| 2013                                                                                 | "Odd Look" (Remix) (Kavinsky com participação de The Weeknd)                              | —                             | —                             | 10                            | —                             | —                             | —                             | —                             | —                             | —                             | —                             | | Odd Look                                                             |
| 2013                                                                                 | "Elastic Heart" (Sia com participação de The Weeknd e Diplo)                              | —                             | 67                            | 35                            | 21                            | —                             | —                             | 46                            | 7                             | 61                            | —                             | - IFPI: Platina - RMNZ: Platina                                                                      | The Hunger Games: Catching Fire – Original Motion Picture Soundtrack |
| 2014                                                                                 | "Or Nah" (Remix) (Ty Dolla Sign com participação de The Weeknd, Wiz Khalifa e DJ Mustard) | 78                            | —                             | —                             | —                             | 12                            | 48                            | —                             | —                             | —                             | —                             | - MC: 2× Platina - RIAA: Platina                                                                     | Não incluso em álbum                                                 |
| 2015                                                                                 | "Drinks on Us" (Mike Will Made It com participação de Swae Lee, Future e The Weeknd)      | —                             | —                             | —                             | —                             | —                             | —                             | —                             | —                             | —                             | —                             | | Ransom                                                               |
| 2015                                                                                 | "Might Not" (Belly com participação de The Weeknd)                                        | 28                            | —                             | —                             | —                             | 68                            | 21                            | —                             | —                             | —                             | —                             | - MC: 2× Platina - RIAA: Platina                                                                     | Up for Days                                                          |
| 2016                                                                                 | "Wonderful" (Travis Scott com participação de The Weeknd)                                 | —                             | —                             | —                             | —                             | —                             | —                             | —                             | —                             | —                             | —                             | | Birds in the Trap Sing McKnight                                      |
| 2016                                                                                 | "Low Life" (Future com participação de The Weeknd)                                        | 25                            | 97                            | —                             | —                             | —                             | —                             | —                             | 26                            | 18                            | 6                             | - MC: 2× Platina - ARIA: Ouro - IFPI: Ouro - RIAA: 5× Platina - SNEP: Ouro - RMNZ: Ouro - BPI: Prata | Evol                                                                 |
| 2016                                                                                 | "Wild Love" (Cashmere Cat com participação de The Weeknd e Francis and the Lights)        | —                             | —                             | —                             | —                             | —                             | —                             | —                             | —                             | —                             | —                             | | 9                                                                    |
| 2017                                                                                 | "Some Way" (Nav com participação de The Weeknd)                                           | 31                            | —                             | —                             | —                             | —                             | 38                            | –                             | —                             | —                             | —                             | - MC: 2× Platina - RIAA: Platina                                                                     | Nav                                                                  |
| 2017                                                                                 | "Lust for Life" (Lana Del Rey com participação de The Weeknd)                             | 39                            | 44                            | —                             | —                             | 64                            | —                             | —                             | —                             | 38                            | —                             | | Lust for Life                                                        |
| 2017                                                                                 | "A Lie" (French Montana com participação de The Weeknd e Max B)                           | 30                            | 71                            | —                             | —                             | 75                            | 31                            | —                             | —                             | 51                            | 12                            | - MC: Platina                                                                                        | Jungle Rules                                                         |
| 2018                                                                                 | "What You Want" (Belly com participação de The Weeknd)                                    | 47                            | —                             | —                             | —                             | —                             | —                             | —                             | —                             | —                             | —                             | - MC: Ouro                                                                                           | Immigrant                                                            |
| "—" denota canções que não entraram nas tabelas ou não foram lançadas no território. |                                                                                           |                               |                               |                               |                               |                               |                               |                               |                               |                               |                               | |                                                                      |

### Singlespromocionais
| Ano                                                                                  | Canção                              | Melhores posições nas tabelas | Melhores posições nas tabelas | Melhores posições nas tabelas | Melhores posições nas tabelas | Melhores posições nas tabelas | Melhores posições nas tabelas | Melhores posições nas tabelas | Melhores posições nas tabelas | Melhores posições nas tabelas | Melhores posições nas tabelas | Melhores posições nas tabelas | Certificações | Álbum                |
| Ano                                                                                  | Canção                              | CAN                           | ALE                           | AUS                           | DIN                           | EUA                           | EUA R&B/ Hip- Hop             | FRA                           | NZ                            | PB                            | RU                            | SUE                           | Certificações | Álbum                |
| ------------------------------------------------------------------------------------ | ----------------------------------- | ----------------------------- | ----------------------------- | ----------------------------- | ----------------------------- | ----------------------------- | ----------------------------- | ----------------------------- | ----------------------------- | ----------------------------- | ----------------------------- | ----------------------------- | ------------- | -------------------- |
| 2011                                                                                 | "Initiation"                        | —                             | —                             | —                             | —                             | —                             | —                             | —                             | —                             | —                             | —                             | —                             |               | Echoes of Silence    |
| 2014                                                                                 | "King of the Fall"                  | —                             | —                             | —                             |                               | —                             | —                             | —                             | —                             | —                             | —                             | —                             |               | Não incluso em álbum |
| 2016                                                                                 | "False Alarm"                       | 33                            | —                             | 72                            | —                             | 55                            | 23                            | 98                            | —                             | 79                            | 51                            | 89                            | - MC: Platina | Starboy              |
| 2020                                                                                 | "After Hours"                       | 14                            | 35                            | 11                            | 17                            | 20                            | 10                            | 44                            | 29                            | 27                            | 20                            | 10                            |               | After Hours          |
| 2021                                                                                 | "Off the Table" (com Ariana Grande) | 27                            | —                             | 32                            | —                             | 35                            | —                             | 164                           | —                             | 93                            | —                             | —                             |               | Positions            |
| "—" denota canções que não entraram nas tabelas ou não foram lançadas no território. |                                     |                               |                               |                               |                               |                               |                               |                               |                               |                               |                               |                               |               |                      |

## Outras canções que entraram nas tabelas
| Ano                                                                                  | Canção                                                            | Melhores posições nas tabelas | Melhores posições nas tabelas | Melhores posições nas tabelas | Melhores posições nas tabelas | Melhores posições nas tabelas | Melhores posições nas tabelas | Melhores posições nas tabelas | Melhores posições nas tabelas | Melhores posições nas tabelas | Melhores posições nas tabelas | Certificações                 | Álbum                                                    |
| Ano                                                                                  | Canção                                                            | CAN                           | AUS                           | EUA                           | EUA R&B/ HH                   | FRA                           | NZ                            | PB                            | RU                            | RU R&B                        | SUE                           | Certificações                 | Álbum                                                    |
| ------------------------------------------------------------------------------------ | ----------------------------------------------------------------- | ----------------------------- | ----------------------------- | ----------------------------- | ----------------------------- | ----------------------------- | ----------------------------- | ----------------------------- | ----------------------------- | ----------------------------- | ----------------------------- | ----------------------------- | -------------------------------------------------------- |
| 2011                                                                                 | "High for This"                                                   | —                             | —                             | —                             | —                             | 97                            | —                             | —                             | —                             | —                             | —                             |                               | House of Balloons                                        |
| 2011                                                                                 | "The Morning"                                                     | —                             | —                             | —                             | —                             | —                             | —                             | —                             | —                             | —                             | —                             | - MC: Platina - RIAA: Platina | House of Balloons                                        |
| 2014                                                                                 | "In Vein" (Rick Ross com participação de The Weeknd)              | —                             | —                             | —                             | 47                            | —                             | —                             | —                             | 136                           | 26                            | —                             |                               | Mastermind                                               |
| 2015                                                                                 | "Where You Belong"                                                | —                             | —                             | 95                            | 31                            | 111                           | —                             | —                             | 64                            | 13                            | —                             |                               | Fifty Shades of Grey: Original Motion Picutre Soundtrack |
| 2015                                                                                 | "Pullin Up" (Meek Mill com participação de The Weeknd)            | —                             | —                             | —                             | 31                            | —                             | —                             | —                             | —                             | —                             | —                             |                               | Dreams Worth More Than Money                             |
| 2015                                                                                 | "Real Life"                                                       | 69                            | —                             | 62                            | 23                            | —                             | —                             | —                             | 72                            | 14                            | 63                            | - MC: Ouro                    | Beauty Behind the Madness                                |
| 2015                                                                                 | "Losers" (com participação de Labrinth)                           | 88                            | —                             | 85                            | 31                            | —                             | —                             | —                             | 91                            | 24                            | 72                            |                               | Beauty Behind the Madness                                |
| 2015                                                                                 | "Tell Your Friends"                                               | 44                            | —                             | 54                            | 20                            | —                             | —                             | —                             | 74                            | —                             | 100                           | - MC: Ouro - RIAA: Platina    | Beauty Behind the Madness                                |
| 2015                                                                                 | "Shameless"                                                       | 100                           | —                             | 79                            | 27                            | —                             | —                             | —                             | 120                           | 31                            | —                             | - MC: Ouro                    | Beauty Behind the Madness                                |
| 2015                                                                                 | "As You Are"                                                      | —                             | —                             | —                             | 42                            | —                             | —                             | —                             | 163                           | —                             | —                             | - MC: Ouro                    | Beauty Behind the Madness                                |
| 2015                                                                                 | "Dark Times" (com participação de Ed Sheeran)                     | —                             | —                             | 91                            | 35                            | —                             | —                             | —                             | 92                            | 27                            | 60                            | - MC: Ouro                    | Beauty Behind the Madness                                |
| 2015                                                                                 | "Prisoner" (com participação de Lana Del Rey)                     | 51                            | —                             | 47                            | 16                            | 113                           | —                             | —                             | 78                            | 19                            | 95                            | - MC: Ouro                    | Beauty Behind the Madness                                |
| 2015                                                                                 | "Angel"                                                           | —                             | —                             | —                             | 38                            | —                             | —                             | —                             | 40                            | —                             | 162                           | - MC: Ouro                    | Beauty Behind the Madness                                |
| 2015                                                                                 | "Pray 4 Love" (Travis Scott com participação de The Weeknd)       | —                             | —                             | —                             | —                             | —                             | —                             | —                             | —                             | —                             | —                             |                               | Rodeo                                                    |
| 2015                                                                                 | "Nocturnal" (Disclosure com participação de The Weeknd)           | —                             | —                             | —                             | —                             | 179                           | —                             | —                             | 103                           | —                             | —                             |                               | Caracal                                                  |
| 2016                                                                                 | "FML" (Kanye West com participação de The Weeknd)                 | —                             | —                             | 84                            | 30                            | —                             | —                             | —                             | 84                            | 23                            | —                             |                               | The Life of Pablo                                        |
| 2016                                                                                 | "6 Inch" (Beyoncé com participação de The Weeknd)                 | 31                            | —                             | 18                            | 10                            | 47                            | —                             | —                             | 35                            | 12                            | —                             |                               | Lemonade                                                 |
| 2016                                                                                 | "True Colors"                                                     | 32                            | —                             | 48                            | 23                            | —                             | —                             | 76                            | 55                            | 12                            | 66                            | - MC: Platina                 | Starboy                                                  |
| 2016                                                                                 | "Stargirl Interlude" (com participação de Lana Del Rey)           | 51                            | —                             | 61                            | 32                            | —                             | —                             | 93                            | 73                            | 21                            | —                             | - MC: Ouro                    | Starboy                                                  |
| 2016                                                                                 | "Sidewalks" (com participação de Kendrick Lamar)                  | 14                            | —                             | 27                            | 12                            | 143                           | —                             | 47                            | 30                            | 6                             | 41                            | - MC: Platina                 | Starboy                                                  |
| 2016                                                                                 | "Six Feet Under"                                                  | 20                            | —                             | 34                            | 15                            | —                             | —                             | 63                            | 43                            | 9                             | 65                            | - MC: Platina                 | Starboy                                                  |
| 2016                                                                                 | "Love to Lay"                                                     | 45                            | —                             | 71                            | 39                            | —                             | —                             | 97                            | 68                            | 18                            | 85                            | - MC: Ouro                    | Starboy                                                  |
| 2016                                                                                 | "A Lonely Night"                                                  | 40                            | —                             | 69                            | 37                            | 117                           | —                             | 72                            | 53                            | 11                            | 67                            | - MC: Ouro                    | Starboy                                                  |
| 2016                                                                                 | "Attention"                                                       | 43                            | —                             | 67                            | 35                            | —                             | —                             | 86                            | 78                            | 24                            | 95                            | - MC: Ouro                    | Starboy                                                  |
| 2016                                                                                 | "Ordinary Life"                                                   | 50                            | —                             | 72                            | 40                            | —                             | —                             | —                             | 79                            | 25                            | —                             | - MC: Ouro                    | Starboy                                                  |
| 2016                                                                                 | "Nothing Without You"                                             | 46                            | —                             | 68                            | 36                            | —                             | —                             | —                             | 81                            | 26                            | —                             | - MC: Ouro                    | Starboy                                                  |
| 2016                                                                                 | "All I Know" (com participação de Future)                         | 38                            | —                             | 46                            | 21                            | 184                           | —                             | 99                            | 76                            | 23                            | —                             | - MC: Ouro                    | Starboy                                                  |
| 2017                                                                                 | "Comin Out Strong" (Future com participação de The Weeknd)        | 43                            | —                             | 48                            | 19                            | 83                            | —                             | —                             | 83                            | 22                            | —                             | - MC: Platina - RIAA: Platina | Hndrxx                                                   |
| 2017                                                                                 | "UnFazed" (Lil Uzi Vert com participação de The Weeknd)           | 71                            | —                             | 84                            | 42                            | —                             | —                             | —                             | —                             | —                             | —                             |                               | Luv Is Rage 2                                            |
| 2017                                                                                 | "Curve" (Gucci Mane com participação de The Weeknd)               | 40                            | —                             | 67                            | 29                            | —                             | —                             | —                             | 78                            | 29                            | —                             | - RIAA: Ouro                  | Mr. Davis                                                |
| 2018                                                                                 | "Try Me"                                                          | 7                             | 24                            | 26                            | 16                            | 125                           | 35                            | 43                            | 17                            | 7                             | 23                            | - MC: Ouro                    | My Dear Melancholy,                                      |
| 2018                                                                                 | "Wasted Times"                                                    | 8                             | 23                            | 27                            | 17                            | —                             | 36                            | 53                            | 18                            | 9                             | 30                            | - MC: Platina                 | My Dear Melancholy,                                      |
| 2018                                                                                 | "I Was Never There" (com participação de Gesaffelstein)           | 12                            | 40                            | 35                            | 20                            | 113                           | —                             | 67                            | —                             | —                             | 40                            | - MC: Ouro                    | My Dear Melancholy,                                      |
| 2018                                                                                 | "Hurt You" (com participação de Gesaffelstein)                    | 17                            | 37                            | 43                            | 23                            | 87                            | —                             | 63                            | —                             | —                             | 33                            | - MC: Ouro                    | My Dear Melancholy,                                      |
| 2018                                                                                 | "Privilege"                                                       | 22                            | 45                            | 52                            | 27                            | —                             | —                             | 80                            | —                             | —                             | 54                            | - MC: Ouro                    | My Dear Melancholy,                                      |
| 2018                                                                                 | "Thought I Knew You" (Nicki Minaj com participação de The Weeknd) | 69                            | —                             | 98                            | 49                            | —                             | —                             | —                             | —                             | —                             | —                             |                               | Queen                                                    |
| 2019                                                                                 | "Price on My Head" (Nav com participação de The Weeknd)           | 18                            | —                             | 72                            | 29                            | —                             | —                             | —                             | 91                            | —                             | —                             | - MC: Platina                 | Bad Habits                                               |
| "—" denota canções que não entraram nas tabelas ou não foram lançadas no território. |                                                                   |                               |                               |                               |                               |                               |                               |                               |                               |                               |                               |                               |                                                          |

## Aparições em álbuns
Note que a lista abaixo inclui apenas aparições não lançadas como singles e que não entraram em tabelas musicais, excluindo também canções lançadas de forma avulsa nas quais o artista aparece, seja como artista principal ou convidado.
| Ano  | Canção                                                   | Álbum                                                                |
| ---- | -------------------------------------------------------- | -------------------------------------------------------------------- |
| 2012 | "Nomads" (Ricky Hill com participação de The Weeknd)     | SYLDD                                                                |
| 2013 | "Gifted" (French Montana com participação de The Weeknd) | Excuse My French                                                     |
| 2013 | "I'm Good" (Lil Wayne com participação de The Weeknd)    | Dedication 5                                                         |
| 2013 | "Exodus" (M.I.A. com participação de The Weeknd)         | Matangi                                                              |
| 2013 | "Sexodus" (M.I.A. com participação de The Weeknd)        | Matangi                                                              |
| 2013 | "Secrets" (Jr. Hi com participação de The Weeknd)        | Virtual Lover                                                        |
| 2013 | "Devil May Cry"                                          | The Hunger Games: Catching Fire — Original Motion Picture Soundtrack |